# محوطه سرکلاه‌سنگ
محوطه سرکلاه سنگ مربوط به عصر آهن است و در شهرستان رودبار، بخش عمارلو، روستای ناوه واقع شده و این اثر در تاریخ ۱۴ مرداد ۱۳۸۲ با شمارهٔ ثبت ۹۳۸۶ به‌عنوان یکی از آثار ملی ایران به ثبت رسیده است.